# Albert Peyriguère

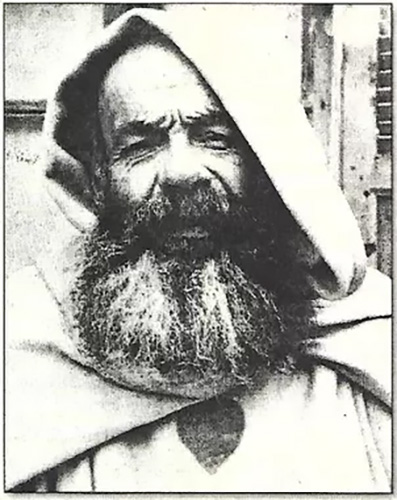
Albert Peyriguère

Albert Peyriguère (* 28. September 1883 in Trébons, Département Hautes-Pyrénées, Frankreich; † 26. April 1959 in Casablanca) war ein römisch-katholischer Priester und Einsiedler.

## Leben
Im Alter von fünf Jahren siedelte seine Familie in den Bordeauxer Vorort Talence um. Nach der Schule trat er ins Priesterseminar in Bordeaux ein. 
Albert Peyriguère empfing am 8. Dezember 1906 die Priesterweihe für das Erzbistum Bordeaux. Nach einigen Jahren in der Schulseelsorge und weiteren Studien, die er 1909 abschloss, begann er mit einer Dissertation zu Bernhard von Clairvaux. Diese schloss er aber auf Wunsch seines Bischofs nicht ab und wirkte stattdessen in der Ausbildung am Kleinen Seminar von Bordeaux. Aufgrund von Verletzungen, die er sich als Sanitäter während des Ersten Weltkriegs zugezogen hatte, ging er 1920 in die Mission nach Tunis, Tunesien. Dort wirkte er zunächst als Religionslehrer und Seelsorger. Angestoßen durch die Biographie von René Bazin über Charles de Foucauld fasste er den Entschluss, wie P. de Foucauld ein Einsiedlerleben in der Wüste zu führen. Zunächst musste er jedoch aufgrund einer Erkrankung Tunesien wieder verlassen. 1926 kam er zusammen mit einem befreundeten Weißen Vater nach Rabat in Marokko. Bei der Sorge für die Kranken einer Typhus-Epidemie wurde er wieder krank, sein Freund starb.
Nach seiner erneuten Genesung konnte er 1928 eine Einsiedlerklause in El Kbab, einem Dort mit etwa 1000 Einwohnern  im Mittleren Atlas Marokkos beziehen. In diesem Gebiet, das normalerweise für Europäer nicht zugänglich war, konnte er sich bewusst den Berbern und Muslimen widmen und sie kennenlernen. Er lernte die Sprache der Berber und kam ihnen dadurch nahe. Peyriguère wollte „Berber mit den Berbern sein“.  
Darin verfolgte er die Idee de Foucaulds einer „prémission“ (Vormission): „Vertrauen zu wecken, Freundschaft zu schließen, Zutraulichkeit zu erreichen, einander Bruder sein.“
Außerdem gab er medizinischen Rat sowie Medikamente, Nahrungsmittel und Kleider an die Ärmsten. An Markttagen kamen bis zu 200 Personen, um seine Behandlung in Anspruch zu nehmen. Auch politisch trat er für die Belange der Berber ein und erlitt dadurch einige Schwierigkeiten.
Bis zu seinem Tod verbrachte er 35 Jahre in seiner Einsiedelei in der Nähe des kleinen Dorfs, die aus einem Gebetsraum und einem weiteren Zimmer bestand. Nach einem Frankreichaufenthalt im Jahr 1958 erkrankte er. In einem Krankenhaus in Casablanca starb er schließlich mit 75 Jahren.
Albert Peyriguère wurde an seiner Wirkungsstätte in El Kbab unter großer Anteilnahme der christlichen und muslimischen Bevölkerung beigesetzt. Der behandelnde Arzt Delanoë bestätigte, dass seine „Physiognomie sich kaum mehr von Berbern unterschied“ und er ebenfalls die typischen Krankheitserscheinungen der Gegend aufwies.

## Spiritualität und Nachwirkung
Albert Peyriguère war neben seiner tiefen Bewunderung für die Spiritualität de Foucaulds, Mathias Joseph Scheebens, dessen Buch Mysterien der Christenheit er jährlich las, und der der Karmelitin Elisabeth von der Dreifaltigkeit geprägt. Die Präsenz Christi im Glaubenden, die von beiden eindrücklich betont wird, führt durch das Leben des Missionars zur Präsenz Christi in der Kultur. Als Kenner der Theologie Charles de Foucaulds unterstützte er die Studenten aus dem Priesterseminar St. Sulpice um René Voillaume, aus denen die Kleinen Brüder Jesu hervorgingen. Vielen ist Père Peyriguère durch seine geistlichen Briefe bekannt. Als geistlicher Begleiter stand er im Briefkontakt mit verschiedenen französischen Ordensfrauen. Seine Briefe wurden nach seinem Tod veröffentlicht und auch ins Deutsche übersetzt.
Die Gebeine von P. Peyriguère wurden im Juli 2010 in das Kloster Notre Dame de l’Atlas in  Midelt (Region Meknès) überführt. Dort ist ihm eine Kapelle gewidmet. Ebenfalls wird an diesem Ort an die sieben Mönche von Tibhirine erinnert, die – wie er – eine christliche Präsenz in muslimischem Gebiet lebten.

## Werke (Auswahl)
- Albert Peyriguère: Von Gott ergriffen. Briefe der Führung. Hrsg. von  Georges Gorrée, Band 1, Luzern 1963.
- Im Geiste Charles de Foucauld. Mainz 1963.
- Herr, weise mir den Weg. Luzern-Stuttgart 1966.